# Adinobotrys
Adinobotrys je biljni rod iz porodice mahunarki smješten u tribus Adinobotryeae, dio potporodice Faboideae Sastoji se od 4 vrste tropskih grmova i drveća rasprostranjenih od Indokine do zapadne Malezije
Rod je opisan u Bulletin of Miscellaneous Information, Royal Gardens, Kew 1911: 194. 1911.

## Vrste
1. Adinobotrys atropurpureus (Wall.) Dunn
2. Adinobotrys katinganensis (Adema) J.Compton & Schrire
3. Adinobotrys sarawakensis (Adema) J.Compton & Schrire
4. Adinobotrys vastus (Kosterm.) J.Compton & Schrire